# РК Славија Источно Сарајево
Рукометни клуб Славија је мушки рукометни клуб из Источног Новог Сарајева основан је 2000. године. Клуб спада међу најуспјешније спортске колективе са простора Републике Српске. Клуб утакмице игра у дворани Славија, и члан је Спортског друштва Славија. У сезони 2024/25 такмичи се у Првој лиги Републике Српске за Рукометаше.

## Историја
Рукомет се у Источном Сарајеву организовано почео играти 2000. године. Иницијатор оснивања клуба био је Mладен Мрда, дугогодишњи рукометни интернационалац. Мрда је са пријатељем Бранетом Божићем одлучио да окупи рукометаше из пар пријератних клубова, те започне са новим клубом у тадашњем Српском Сарајеву. Први тренинг рукометаши су одрадили 1. априла 2000. године и тај датум се данас и слави као клупски рођендан. Већ у својој првој такмичарској сезони рукометаши Славије успјевају да постану прваци Друге лиге Републике Српске, али с обзиром на то да тада није постојала дворана у том дијелу града морали су своје утакмице да играју у Вишеграду. Одлучено је да се сачека са уласком у Прву лигу, па је Славија и наредне сезоне играла Другу лигу Републике Српске, коју су поново освојили, а тада је већ била завршена и Спортска дворана "Славија", те су створени услови за играње у Првој лиги Републике Српске. Наредне године Славија је провела у Првој лиги Републике Српске. Ослањајући се на сопствени погон, и играчки и тренерски, Соколови су стварали једну нову генерацију рукометаша која је имала амбиције за нешто велико. Након што 2006. године нису успјели да изборе пласман у Премијер лигу БиХ у рукомету кроз доигравање, дошло је до смјене генерација, те је тренер Драган Богданић почео да прави нови тим од момака сачињених из омладинског погона клуба. Послије петнаест година проведених у Првој лиги Републике Српске, дошло је вријеме и да се покуша изборити улазак у Премијер лигу Босне и Херцеговине. Екипу је са клупе водио некадашњи голман овога клуба, Борис Тешановић, док му је помоћник био Бојан Јолић, који је укључен у рад клуба од самог почетка 2000. године.

## Титула првака Репбулике Српске
Сезона 2016/17 била је успјешна за рукометаше Славије. Није добро кренуло. Већ у првом колу Соколови су доживјели пораз 30:26 у Зворнику од Дрине. Ипак, већ у наредном колу су показали да имају квалитет, те су са убједљивих 39:29 савладали Лакташе на своме паркету.  Послије тога, Славија веже још два пораза, на гостовањима код Козаре Млијекопродукт у Козарској Дубици, те код Котор Вароши, па отварање сезоне са три пораза и само једном побједом није дјеловало обећавајуће. Ипак, у петом колу је у Источном Сарајеву савладана Бијељина и тада је кренула велика серија побједа Славије која није престала до самог краја сезоне. Повезали су укупно 14 побједа до краја првенства и стигли до историјске титуле првака Републике Српске и пласмана у Премијер лигу Босне и Херцеговине. Претпосљедње коло сезоне било је резервисано за велико славље нових првака Републике Српске. У Источно Сарајево је долазила Младост из Бањалуке, а дворана у Источном Сарајеву је била премала да у њу стану сви они који су жељели да поздраве шампионе и испрате их у Премијер лигу Босне и Херцеговине.
У шампионској генерацији РК Славија су играли: Ненад Јањић, Милош Мочевић, Стефан Трапара (голмани), Срђан Лале, Владимир Лале, Борис Вулетић, Иван Бенић, Милош Милошевић, Јанко Трнчић, Милош Тешановић,  Младен Вукадин, Борис Лукета, Драган Тошић, Бојан Тушевљак, Његош Бујак, Михајло Домазет, Теодор Моћић, Немања Павловић, Бојан Ковачевић, Максим Ристић, Ђорђе Регоје, Бранко Кењић и Будимир Остојић  Тренери: Борис Тешановић и Бојан Јолић.

## Финале Купа Републике Српске
Сјајан наступ у сезони 2016/17 Славија је имала и у Купу Републике Српске. Соколови су успјели да дођу до самог финала, али су у њему заустављени од Дервенте. На завршници која је одржана у Дервенти учествовали су домаћин Дервента, те Славија, добојска Слога и Приједор. У полуфиналном дуелу Славија је послије продужетака савладала Слогу,па је у финалу играла против домаћина Дервенте која није имала проблема против Приједора. Домаћини су и у финалу потврдили улогу фаворита, те су побиједили 34:28.
За Славију су на овом завршном турниру играли Милош Мочевић, Стефан Трапара, Иван Бенић, Драган Тошић, Борис Вулетић, Бојан Ковачевић, Његош Бујак, Милош Милошевић, Владимир Лале, Бојан Тушевљак, Борис Лукета, Јанко Трнчић, Младен Вукадин, Милош Тешановић и Срђан Лале.

## Премијер лига

### Сезона 2017/18
Пласман у Премијер лигу Босне и Херцеговине и наступ у сезони 2017/18 значио је да се Славија издигла на један виши ниво, који је захтјевао и већу озбиљност, али и много комплекснију организацију унутар клуба. Финансијска ситуација није била задовољавајућа, али тадашња управа клуба и играчи су жељели да наставе тамо гдје су стали. Већ у првом колу Славија је славила историјску побједу у Премијер лиги Босне и Херцеговину. У Источном Сарајеву је савладана Слога из Добоја 31:30. У трећем колу је у Источном Сарајеву савладано и Горажде, али је онда услиједио резултатски пад у игри, те се Славија нашла у незавидној позицији. Пред саму паузу, Славија успјева да савлада Босну из Високог 29:28 на свом паркету, а онда и ремизира са Коњухом у Живиницама 31:31, те се на полусезону отишло са 10 освојених бодова и са 11. мјеста које је водило у нижи ранг. У зимској паузи Славија догађа се и прекретница за Славију. У клуб из Источног Сарајева је стигао некадашњи репрезентативац Босне и Херцеговине, Душко Челица, који је изашао из незгодне повреде и био му је потребан клуб за повратак у форму. Својим огромним искуством и неоспорним квалитетом Челица је кроз прољећни дио полусезоне водио Славију до опстанка. Уз њега, и остали играчи су дали свој максимум и успјело се доћи до опстанка. На крају, Славија је сезону завршила на десетој позицији са 27 бодова, четири више од Горажда, које је административним путем ипак остало у Премијер лиги Босне и Херцеговине.

### Сезона 2018/19
У паузи између двије сезоне Славија је добила ново руководство клуба. 16. јула је одржана изборна Скупштина, а на њој је за предсједника клуба постављен Сташа Кошарац. Потпредсједник је постао Драган Остојић, док је за генералног директора именован Ведран Јованчић. Славија је тако започела једну нову етапу, а циљ је био стабилизација клуба и кроз неколико сезона излазак на европску сцену. Већ у новој сезони видјело се да то неће ићи тако лако. Славија је сезону отворила са четири пораза, па су клупу напустили тренери Борис Тешановић и Бојан Јолић. Првобитно је као њихов насљедник именован Драган Гатарић, али је као прелазно рјешење екипу водио Милорад Грачанин, да би потом на мјесто тренера дошао Горан Томић, а Грачанин му је остао као помоћник у стручном штабу. Није то донијело одмах очекиване резултате, па је Славија јесењи дио сезоне завршила на посљедњем мјесту и без иједног освојеног бода. На зиму је кренула велика реконструкција играчког кадра, Славија је сјајно заиграла и на крају је сезону завршила са седам побједа, једним ремијем и 18 пораза, што јој је било довољно за 13. мјесто које је доносило повратак у Прву лигу Републике Српске. Ипак, услиједило је турбулентно рукометно љето у Босни и Херцеговини, а на крају је одлучено да се Премијер лига Босне и Херцеговине прошири на 17 тимова, чиме је Славија остала у Премијер лиги Босне и Херцеговине.

### Сезона 2019/20
Поучени искуством из претходне сезоне, управа клуба као и тренер Горан Томић нису жељели ништа да препусте случају, те су кренули са прављењем екипе за горњи дио табеле у Премијер лиги Босне и Херцеговине. Урађено је то на јако добар начин, па је Славија до прекида сезоне због пандемије коронавируса сакупила 27 бодова, што јој је било довољно за седмо мјесто на табели. Са завршетком сезоне, екипу су напустили и голман Милош Мочевић, који ће своју сјајну форму из Славије покушати потврдити у француском друголигашу Безансону, као и Марко Панџић, који је одлучио поново да се врати у Израел, у екипу Макаби Димоне.

## Свесрпски куп 2019
Рукометни клуб Славија је у децембру 2019. године био успјешан технички организатор традиционалног Свесрпског купа на којем играју по двије екипе из Србије и Републике Српске. У 2019. години то су били Металопластика и Војводина као представници Рукометног савеза Србије, те Борац и Славија као представници Републике Српске. Првобитно, учесник је требала да буде Слога из Добоја, али је то мјесто препуштено Славији. РК Славија је у овом мечу наступио у комбинованом саставу, а у тиму Горана Томића били су и рукометаши требињског Леотара, као подршка Соколовима. Пехар је на крају припао Војводини, која је у финалу савладала Борац из Бањалуке послије бољег извођења седмераца. У регуларном дијелу је било 22:22. У утакмици за треће мјесто Металопластика је била боља од Славије 31:15. МВП турнира је био Немања Прибак из Војводине, одакле је дошао и најбољи стријелац, Стеван Сретеновић. Најбољи голман постао је Слађан Суботић из Борца. Током трајања Свесрпског купа договорено је да Славија и 2020. године буде домаћин, али овај пут у новој дворани у Источном Новом Сарајеву, која ће до тада бити свечано отворена.

## Навијачка група
Навијачка група која прати све клубове Спортског друштва Славија су СОКОЛОВИ. Утакмица 16-ине финала фудбалског купа против Зрињског у јесен 2001. је утакмица на којој се први пут организовано навијало за Славију. Група узима име Соколови због повезаности некадашњег СД Славија са Српским соколским друштвом. Поред тога што Соколови прате сваку утакмицу на Славијином стадиону и у Славијиној дворани, група такође прати утакмице Славије и на страни.